# Auchenbreck Castle
Auchenbreck Castle, auch Auchinbreck Castle, ist ein Burgstall auf der Halbinsel Cowal in der schottischen Council Area Argyll and Bute. Die Überreste der Burg befinden sich in der Gemeinde Kilmodan in der Nähe der Öffnung des Tals Glendaruel, neun Kilometer nördlich des Dorfes Tighnabruaich. Von der ehemaligen Burg ist nur noch wenig erhalten; man sieht nur noch eine ebene, rechteckige Plattform, etwa 35 Meter × 18 Meter groß, zwischen der Auchenbreck Farm und dem Bach Auchenbreck Burn. Diese Plattform ist zum Teil durch eine Wallmauer begrenzt, die bis zu 2,2 Meter hoch ist.

## Geschichte
Die Burg war in Besitz der Campbells of Auchinbreck, einer Nebenlinie des Clan Campbell, Nachkommen von Duncan, einem jüngeren Sohn von Duncan Campbell, 1. Lord Campbell. Ihm wurden 1435 in der Nähe von Dunoon Ländereien verlehnt und dann weitere in Glassary. Im 16. Jahrhundert wurde die Familie „of Auchinbreck“ genannt und die Burg taucht erstmals auf der Landkarte von Timothy Pont Ende des 16. Jahrhunderts auf. Um 1703 kaufte John Fullarton, früherer Pfarrer von Kilmodan und späterer Bischof von Edinburgh, das Gelände. Fullarton benannte das Anwesen in „Greenhall“ um und war der letzte, der die Burg bewohnte. Als das Anwesen 1728, nach Fullartons Tod, verkauft wurde, fand sich dort ein Landhaus, das aus den Bausteinen der Burg errichtet worden sein könnte. Die Burg selbst befand sich bereits 1870 in ihrem heutigen, ruinösen Zustand.